# Lindesberg VBK
Lindesberg VBK est un club suédois de volley-ball fondé en 1971 et basé à Lindesberg, évoluant pour la saison 2019-2020 en Elitserien.

## Palmarès
- Championnat de Suède
  - Vainqueur : 2012.
  - Finaliste : 2013.

## Effectifs

### Saison 2020-2021
| No                                         | Nom                                        | Date de naissance                          | Taille                         | Poids                          | Poste                          |
| ------------------------------------------ | ------------------------------------------ | ------------------------------------------ | ------------------------------ | ------------------------------ | ------------------------------ |
| 1                                          | Moa Renström                               | 23 novembre 2000                           | 164                            |                                | Libero                         |
| 2                                          | Emilia Johansson                           | 4 mai 1997                                 | 168                            |                                | Libero                         |
| 4                                          | Alice Uddgren                              | 27 juin 2001                               | 168                            |                                | Attaquante                     |
| 5                                          | Sofia Larsson                              | 4 avril 2000                               | 180                            |                                | Centrale                       |
| 6                                          | Tinna Rut Þórarinsdóttir                   | 5 juin 2000                                | 172                            | 57                             | Réceptionneuse-attaquante      |
| 8                                          | Merta Sjögren                              | 30 avril 2001                              | 168                            |                                | Passeuse                       |
| 9                                          | Ida Larsson                                | 18 février 2001                            | 173                            |                                | Réceptionneuse-attaquante      |
| 10                                         | Lisa Andersson                             | 4 octobre 2000                             | 173                            |                                | Centrale                       |
| 11                                         | Martina Konečná                            | 11 juin 1983                               | 179                            | 64                             | Réceptionneuse-attaquante      |
| 15                                         | Mariana Baddini                            | 10 juin 2000                               | 180                            | 73                             | Passeuse                       |
| 17                                         | Zeinab Kamara                              | 9 décembre 2003                            | 175                            |                                | Centrale                       |
|                                            |                                            |                                            |                                |                                |                                |
| Encadrement technique                      | Encadrement technique                      |                                            | Légende                        | Légende                        | Légende                        |
| Entraîneur : Teemu Sarna                   | Entraîneur : Teemu Sarna                   | Entraîneur : Teemu Sarna                   | : Capitaine                    | : Capitaine                    | : Capitaine                    |
| Entraîneur(s) adjoint(s) : Daniel Nordberg | Entraîneur(s) adjoint(s) : Daniel Nordberg | Entraîneur(s) adjoint(s) : Daniel Nordberg | : Joueuse blessée actuellement | : Joueuse blessée actuellement | : Joueuse blessée actuellement |